# Mètode Dalcroze
La rítmica Dalcroze o rítmica dalcroziana (1903) és un mètode pedagògic i de creació a l'origen dels altres mètodes actius d'ensenyament de la música. Creat per Émile Jaques-Dalcroze (1865-1950), va influir decisivament en música, i també en la renovació del teatre i de la dansa, i va establir les bases per a un ús educatiu i reeducador de la música i el moviment.
Aquest mètode busca desenvolupar les aptituds auditives i motores, la memòria i la concentració; educa la sensibilitat, l'espontaneïtat i la capacitat de representació ràpida; estimula la creativitat i afavoreix una integració harmònica de les facultats sensorials, afectives i mentals de la persona. Podria definir-se com una gimnàstica integral del reflex i del conscient.

## Fonaments
El mètode Jaques-Dalcroze es fonamenta sobre tres pilars: la música, el moviment i la coordinació. Relaciona els moviments naturals del cos, els ritmes artístics de la música i les capacitats d'imaginació i de reflexió. Es pot considerar al mateix temps un mètode d'educació musical i un mètode musical d'educació.
El desenvolupament de la sensibilitat musical es fonamenta en l'experiència de l'individu en relació amb l'espai que l'envolta. La Rítmica Dalcroze treballa la tècnica musical, l'expressió corporal, però, per sobre de tot, la relació música-individu. L'estudi de la Rítmica Dalcroze té, d'una banda, continuïtat natural en l'estudi del llenguatge musical, el treball d'un instrument i la improvisació musical i, per l'altra, en les tècniques d'expressió corporal, en la dansa i en la coreografia. Algunes pedagogues com Laura Bassi van utilitzar-ho.

## A la dansa
A la rítmica dalcroziana aplicada a la dansa es tracta de no ballar sobre la música, com típicament es feia a la dansa clàssica sinó moure's amb la música. Els Ballets Russos van contractar professors per a aprendre la rítmica de Jaques-Dalcroze i Nijinski els va aplicar a les seves coreografies, com per exemple a La consagració de la primavera i molt especialment a Jocs, directament inspirada en els principis dalcrozians. Mary Wigman, ballarina de dansa expressiva, també va ser alumna de Jaques-Dalcroze. Suzy Perrottet va ser una de les primeres professores de rítmica dalcroziana. Parella de Rudolf von Laban, tant ella com Mary Wigman, que va treballar amb ell, van aportar la influència dalcroziana al seu mètode, que al seu torn va influir Kurt Jooss i a través d'ell a alumnes com Pina Bausch i altres coreògrafs de dansa contemporània i dansa-teatre, que van acabar influint també la dansa clàssica.

## Al teatre
El mètode de Jaques-Dalcroze permet ressuscitar l'antic "choreia", al qual s'integren la veu i el cos, la paraula, el cant i el moviment. Va tenir una gran influència al començament sobretot a París, amb Jacques Copeau i Paul Claudel (i el Théâtre de l'Hellerau) per exemple, i posteriorment a Alemanya i a tot Europa. Al segle xx l'empren també Jacques Lecoq i Étienne Decroux, que van revolucionar el mim. És un dels fonaments del mètode del teatre físic i també s'utilitza a la interpretació en general tal com l'entenem en l'actualitat.

## Als Països Catalans
A Catalunya, aquest mètode d'ensenyament musical fou promogut per Joan Llongueres (1880-1964), músic i pedagog, que va el va aprendre directament del seu fundador Émile Jaques-Dalcroze a l'Institut Dalcroze de Hellerau (Dresden). Actualment, segueix aplicant-se.